# Cryptomima hampsoni
Cryptomima hampsoni är en fjärilsart som beskrevs av Butler 1902. Cryptomima hampsoni ingår i släktet Cryptomima och familjen glasvingar. Inga underarter finns listade i Catalogue of Life.